# There's No Place Like Home (Lost)
There's No Place Like Home sunt 3 episoade din Lost, sezonul 4.